# نور تاور
نور تاور كافي أبو راس كاتبة ومترجمة وناشطة مدنية وسياسية سودانية. ولدت في كادقلي ولاية جنوب كردفان درست الإنجليزية والانثربولوجي بكلية الآداب بجامعة الخرطوم ونالت درجة البكالريوس في عام 1973 . شغلت مناصب الأمينة العامة لتنظيم المنبر الديمقراطي لجبال النوبة ورئيسة المجلس السياسي المؤقت واللجنة التنفيذية في الحزب الديمقراطي الليبرالي الموحد. استقالت من رئاسته في 2011 . من رائدات الحركة النسوية في منطقة جبال النوبة وفي السودان.
عاشت في الكويت والقاهرة وكندا ولندن، ابرز وظائفها وانجازاتها:-
- تعليم اللغة الإنجليزية في مدارس البنات ولموظفى الشركات.
- مساعد باحث علمى في جامعة الكويت 1982 م / 1991 م
- موظفة في بنك الكويت المركزى قسم العملات الأجنبية.
- مساعدة باحث علمي في الجامعة الأمريكية في القاهرة.
- نائبة مدير أكاديمية المعهد العربي الأفريقي للغات.
- مترجمة لوزارة العدل الأمريكية في القاهرة في برنامج لتحديث القضاء المصري.
- أخصائى تقنيات الأمن العام (console operator) لمكتب وزير أمن المجتمع في كندا (public safety).
- المديرة العامة لأكاديمية جنوب ويستمنستر بلندن 2007 م.
- قامت بترجمة القانون التجاري المصري لسنة 1999 م.
- قامت بترجمة مذكرات المقاومة الكويتية للغة الإنجليزية في فترة الاحتلال العراقي وكاتبة لكتاب بعنوان: كنتُ في الكويت عن تجربتها إبان الاحتلال العراقي للكويت.